# Szent Miklós-fatemplom (Baszarabásza)
A baszarabászai Szent Miklós-fatemplom műemlékké nyilvánított épület Romániában, Hunyad megyében. A romániai műemlékek jegyzékében a  HD-II-m-A-03244 sorszámon szerepel.